# 4 дня в мае
«4 дня в ма́е» — военно-драматический художественный фильм совместного производства Германии, Украины и России, снятый немецким режиссёром Ахимом фон Боррисом в 2011 году.
Официальный слоган: «Иногда граница проходит не между „своими“ и „чужими“, а между добром и злом».

## Сюжет
Конец Второй мировой войны. Последние дни перед капитуляцией нацистской Германии. Померания, побережье Балтики.
Разведгруппа Красной армии из семи человек во главе с капитаном по прозвищу «Горыныч», оставлена для разведки и наблюдения за передвижениями отступающего противника. Группа располагается в пансионате для девочек-сирот.
Оставшийся в пансионате 12-летний подросток-сирота, член гитлерюгенд Петер, воспитанный в традициях национал-социализма, пытается расстрелять советских разведчиков из автомата, но те его обезоруживают и терпеливо пытаются перевоспитать.
Недалеко от пансионата появляется отряд вермахта, ожидающий транспорт для эвакуации в Данию. Обе стороны, понимая, что война практически завершёна, не хотят вступать в бой и избирают выжидательную позицию.
8 мая 1945 года в приют приезжает майор, непосредственный командир подразделения, в которую входит разведгруппа. Он пьян по случаю капитуляции Германии. Майор пытается изнасиловать одну из немецких девушек. Капитан обезоруживает его и пресекает эту попытку. Желая устранить свидетелей своего непристойного поведения, майор объявляет, что в здании засели переодетые власовцы, и силами своего подразделения начинает штурмовать приют.
Для защиты детей на помощь советским разведчикам приходит немецкая часть. Они совместно ведут бой против советских солдат, а затем вместе с сиротами из приюта отплывают на рыболовецком баркасе в Данию.

## Вопрос достоверности
Дмитрий Фост, публикация которого стала основой сценария фильма, сначала утверждал, что о событиях, якобы имевших место 8-9 мая 1945 года на острове Рюген (когда советские военнослужащие отдельной разведывательной роты 108-го стрелкового корпуса, расквартированные в женском пансионате, воспрепятствовали домогательствам к воспитанницам пансионата со стороны командира 137-го танкового батальона, после чего, выполняя приказ командира, 32 разведчика атаковали военнослужащие 137-го танкового батальона 90-й стрелковой дивизии при поддержке десяти танков Т-34; начался бой, в ходе которого на помощь советским разведчикам пришли немецкие солдаты, советский танковый батальон был уничтожен, а 9 оставшихся в живых советских разведчиков эвакуировались на корабле вместе с немцами) ему рассказал вечером 20 августа 1968 года в Гурзуфе маршал Советского Союза К. С. Москаленко.
В 2008 году вышла статья кандидата исторических наук Б. В. Соколова, в которой он отметил — «многие детали, изложенные в „Русской былине“, явно придуманы и не соответствуют реальным фактам», привёл аргументы, ставящие под сомнение подлинность процитированного в рассказе Дмитрия Фоста «политдонесения», а также обратил внимание на то обстоятельство, что «в разных публикациях Фост изменяет некоторые детали документа». Другие историки также подтвердили, что сюжет произведения Фоста (включая ссылки на не имеющее архивных реквизитов, составленное с ошибками «политдонесение») являются вымыслом.
Российский историк Алексей Исаев по итогам беседы с Дмитрием Фостом опубликовал откровенный ответ автора об обстоятельствах появления этой выдумки:

Как выяснилось в приватной беседе, написал он про «братство по оружию» на Рюгене из мега-геополитических соображений: надо мириться с немцами, создавать ось Берлин-Москва-Пекин.— А. Исаев, «Отчёт»
Под давлением фактов, Фост был вынужден признать, что сюжет «Русской былины» является вымыслом
Алексей Гуськов, на вопрос, имели ли место в реальности события сюжета фильма, в интервью в августе 2011 года отметил, что «история, рассказанная в ленте, правдива», но в феврале 2012 года от ответа на прямой вопрос, «неужели была в реальности такая история» он уклонился
В тексте произведения Дмитрия Фоста приведён фрагмент текста «политдонесения политотдела 2-й Ударной армии», без каких-либо архивных реквизитов, автор которого не указан, в котором написано, что бой с военнослужащими «орр 108 ск» (номер разведывательной роты не упомянут), вёл «137 танковый батальон 90 сд». Однако согласно штатному расписанию, в составе 90-й стрелковой дивизии РККА 137-го танкового батальона или иной части с номером 137 не имелось. Более того, в конце Второй мировой войны танковых батальонов вообще не имелось в составе стрелковых дивизий РККА.
В начале 1945 года советской 90-й стрелковой дивизии были приданы три танковых полка (95-й отдельный гвардейский танковый полк, 93-й отдельный гвардейский танковый полк и 46-й отдельный гвардейский танковый полк прорыва), однако 137-й танковый батальон в их состав не входил. 137-й отдельный танковый батальон входил в состав 29-й гвардейской танковой бригады, но 23 мая 1944 года он был переименован во 2-й танковый батальон 96-го гвардейского тяжёлого танкового полка.
На острове Рюген в мае 1945 года вообще не было ни одного советского танка.

## В ролях
- Павел Венцель — Петер, 12-летний член гитлерюгенд[2]
- Алексей Гуськов — Павел Калмыков («Горыныч»), капитан Красной армии, командир отдельной разведгруппы
- Иван Шведов — Трубицин, разведчик
- Андрей Мерзликин — Седых, разведчик
- Сергей Легостаев — Иванов, разведчик
- Мераб Нинидзе — майор
- Геральд Александр Хелд — полковник Вальд
- Мартин Брамбах — лейтенант Вендт
- Ангелина Хенч — Анна
- Петра Келлинг — патронесса приюта

## История создания, премьера и последующие события
Решение о том, чтобы снять фильм, продюсер Алексей Гуськов (выступивший и в качестве исполнителя главной роли) принял в начале 2000-х, услышав рассказ Дмитрия Фоста «Русская былина», который передавали по радио. В процессе работы над фильмом были подготовлены пять вариантов сценария, но некоторые сцены в окончательный вариант включены не были, поскольку разработчики признали их «излишне жестокими»
Фильм снимался при поддержке Министерства культуры Российской Федерации, на создание фильма было выделено почти 50 млн рублей. О том, что фильм снят при поддержке Министерства культуры РФ, упомянуто в титрах.
Мировая премьера состоялась в рамках кинофестиваля в Локарно 9 августа 2011 года.
Фильм вышел в прокат 17 февраля 2012 года в нескольких странах Европы:
- в России (в количестве 100 копий, хотя изначально разработчики планировали выпустить в прокат 200 копий)[13]
- в Германии (по разным данным, 45[13] или 100 копий[16])
- в Казахстане[16]
- в Швеции[13]
- в Швейцарии[13] (5 копий[16])
- на Украине (с 23 февраля 2012)[16]

В прокате фильм провалился. В течение февраля 2012 года прокат фильма в России собрал 28 тысяч долларов США, в Германии — 90 тыс. долларов США
В апреле 2012 года на средства, выделенные из областного бюджета Иркутской области, ОГАУК «Иркутский областной кинофонд» приобрёл права на демонстрацию фильма «Четыре дня в мае» Ахима фон Борриса, были запланированы бесплатные показы этой картины для ветеранов и школьников 3 и 4 мая 2012 года в кинозале «Дом кино» в честь 67-й годовщины победы в Великой Отечественной войне.
Решение телекомпании НТВ показать фильм «4 дня в мае» 7 мая 2012 года вызвало возмущение в обществе, против фильма выступили российские историки (в том числе, А. Р. Дюков и А. В. Исаев), ветераны Великой Отечественной войны, ветеранские организации, 13-15 тысяч зрителей и около 500 блогеров направили письма с протестом в адрес телекомпании, и 5 мая 2012 года телекомпания НТВ объявила о намерении снять фильм из эфира. С осуждением фильма выступили представители творческой интеллигенции (писатель Виктор Топоров, публицист Игорь Пыхалов).
7 мая телеканал НТВ снял с эфира показ ленты «4 дня в мае», объяснив своё решение тем, что намерение показать этот фильм вызвало крайне негативную реакцию ветеранских организаций и отдельных зрителей — участников Великой Отечественной войны. Тем не менее, 30 мая государственное информационное агентство РИА «Новости» организовало специальный показ фильма в рамках проекта «РИА-Арт» (при этом запросы на аккредитацию от «неудобных» для организаторов лиц под различными предлогами отклоняли).
В июне 2012 года фильм был показан на 34-м Московском международном кинофестивале. В июле фильм был показан на фестивале европейских кинодебютов VOICES в Вологде,
21 ноября 2012 года продюсер Алексей Гуськов лично приехал представить «4 дня в мае» французским зрителям на открытии ХХ фестиваля русского кино во Франции, который проходил в Онфлере (Нормандия), вслед за этим фильм был показан во время Недели российского кино в Португалии
Позднее фильм был включён в программу международного кинофестиваля «Сталинградская сирень» (Волгоград, 8-13 мая 2013 года), посвящённого 68-й годовщине Победе в Великой Отечественной войне.

## Отзывы
Обозреватель газеты «Коммерсантъ» А. С. Плахов полагает, что фильм впечатляет своей невероятной историей. Даже если некоторые немецкие зрители ожидали увидеть более негативное описание советских солдат, то они были разочарованы. 

В фильме не прозвучало ни одного грязного слова, ни одна из немок не была изнасилована. Но всё это не производило впечатления «клюквы». Выполненный в традициях старого советского кино, только с невозможным для него сюжетом (скорее способным заинтересовать Сергея Лозницу), фильм оказался любопытным жанровым экспериментом. А также — отличной площадкой для того, чтобы Алексей Гуськов продемонстрировал свою актёрскую харизму. Благодаря ей и точно найденному актёру-мальчику (Павел Венцель) картина работает даже в самых рискованных сюжетных ситуациях, свидетельством чему стали бурные аплодисменты и благодарные лица публики, на фоне которых поблекли несколько скептических ухмылок.— А. Плахов, «Коммерсант»
Критик Денис Рузаев из еженедельника Time Out считает, что присутствие Алексея Гуськова в картине сразу в двух образах — актёра и продюсера — неизбежно повлияло на весь творческий результат: «Как бы фон Боррис ни старался выписывать характеры и выстраивать мизансцены, ничего не поделаешь — приходится держать долгие крупные планы артиста Гуськова».
Обозреватель газеты «Известия» Лариса Юсипова утверждает, что режиссёр снял «спокойный, культурный» фильм — без лозунгов о переосмыслении истории, но с очевидным гуманистическим посылом.

## Награды
5 мая 2012 года в интервью «Эхо Москвы» Алексей Гуськов сообщил, что картина «4 дня в мае» получила шесть призов в России, в том числе два приза военного кино фестиваля имени Озерова
- XIX кинофестиваль «Окно в Европу» (Выборг, август 2011 года) — приз «Золотая ладья» в программе «Выборгский счёт» и специальный приз жюри «За смелость и гуманизм»[38].
- ХХ фестиваль русского кино в Онфлёре: приз зрительских симпатий и приз за лучшую мужскую роль — Алексею Гуськову[39].